# Gelanor (rodzaj)
Gelanor – rodzaj pająków z rodziny naśladownikowatych. Gatunkiem typowym jest Gelanor zonatus  (C. L. Koch, 1845)

## Taksonomia
Takson ten został opisany po raz pierwszy w 1836 roku przez skandynawskiego arachnologa Thorell, 1869
Do tego rodzaju należy ponad czterdzieści opisanych gatunków, w tym:
- Gelanor altithorax (Walckenaer, 1802) – od Ameryka Południowa
- Gelanor cachimbo Rodrigues, Buckup & Brescovit, 2016  – od Brazylia
- Gelanor consequus O. Pickard-Cambridge, 1902  – Środkowy do Ameryki Południowej
- Gelanor zonatus (C. L. Koch, 1845)   – Meksyk do Ameryki Południowej.